# Cuneonemertes nigra
Cuneonemertes nigra är en djurart som tillhör fylumet slemmaskar, och som först beskrevs av Ernest F. Coe 1945.  Cuneonemertes nigra ingår i släktet Cuneonemertes och familjen Pelagonemertidae. Inga underarter finns listade i Catalogue of Life.